# Esglésies tradicionalment pacifistes
Les Esglésies tradicionalment pacifistes són les esglésies o comunitats cristianes que d'una manera explícita refusen l'ús de la violència per resoldre els conflictes i la participació en les guerres (pacifisme).

## Ensenyament
Aquestes esglésies estimen que Jesús era un pacifista que va ensenyar i practicar el pacifisme, i que és necessari que els seus seguidors també ho siguin. Consideren que els cristians només van acceptar participar en guerres després que el cristianisme esdevingués la religió oficial de l'Imperi Romà, al segle iv.
Emfatitzen en el contingut de fons del Sermó de la muntanya i en què el mal només es pot vèncer amb el bé Recorden que Jesús va rebutjar que els seus deixebles combatre amb espases, perquè "tots els qui empunyen l'espasa a espasa moriran" Pensen que així com Jesús preferí acceptar morir abans de matar correspon a cada cristià "prendre la seva creu i seguir-lo"
Consideren per tant que la guerra o la violència exercides per qualsevol país, partit o govern no són permeses pels cristians. L'oposició a la guerra és concebuda com a part d'una concepció diferent de les relacions socials, basada en l'amor segons la que els cristians no els correspon el paper de qui "són tinguts com a governants de les nacions" i "les mantenen sota el seu poder", sinó que el camí del cristià és "servir i lliurar la seva vida com rescat per molts"

## Testimoni
Les persones integrants d'aquestes esglésies exerceixen l'objecció de consciència al servei militar i rebutgen qualsevol reclutament a les forces armades, preferint la presó o qualsevol altre càstig a participar en una guerra o enfrontament armat amb altres persones, encara que accepten i consideren una obligació ajudar els ferits i a les víctimes de qualsevol bàndol.
Les esglésies de la pau, especialment les més grans amb més recursos financers, han procurat tradicionalment atendre les víctimes de la guerra, inclosos els enemics. Els quàquers van enviar aliments i de medicines al Vietnam durant la guerra del Vietnam, i també a Cuba perquè les famílies puguin esmorteir els efectes de l'embargament. El Comitè dels Amics Americans i el Comitè Central de Mennonisme són agències denominacionals de l'ajuda a persones desemparades o víctimes de catàstrofes o guerres. En els anys 90, els mennonites, els quàquers i l'església dels Germans, van crear els Equips Cristians de Pau (CPT), una organització internacional que treballa per reduir la violència i la injustícia sistemàtica en àrees de conflicte armat. Un dels integrants de CPT va ser segrestat i assassinat per un grup desconegut quan participava a l'Iraq en una missió de denúncia de la invasió a aquest país i d'acompanyament a les víctimes.

## Diversitat
Hi ha hagut faccions pacifistes en moltes esglésies i grups cristians grans, però determinades esglésies han optat constantment i consistentment per una postura del pacifista, des de la seva fundació. Les esglésies històriques de la pau són específicament tres grups: els mennonites, l'església dels Germans, i la Societat dels Amics (també anomenats quàquers). Són esglésies de pau dels Huterites, els Amish, les comunitats de Bruderhof a Alemanya i els espiritualistes Schwenkfelderians, tots aquests de tradició d'anabaptista. També van adoptar ensenyaments pacifistes els Doukhobor i Moloko a Rússia, els Germans morava, i fins i tot alguns grups dins del moviment pentecostal. Els primers valdesos eren pacifistes. Grups més petits han estat o són esglésies de la pau.
Un altre grup que cal esmentar en el context de les esglésies de la pau són els Testimonis de Jehovà. Encara que no es denominen a si mateixos com a església, i encara que divergeixen de les esglésies de pau en assumptes doctrinals fonamentals, com que no accepten la creença en la Trinitat de Déu, els Testimonis de Jehovà creuen i ensenyen però que els cristians no han de practicar mai la violència, que ningú que siga a Jesús té dret posar la seva vida a nom de l'estat, i que qui així ho fa, cau en la idolatria. Per negar-se a participar en la Segona Guerra Mundial eren portats als camps de concentració nazi, on se'ls assenyalava amb un triangle violeta.

## Nou pacifisme cristià
Un testimoni renovador va donar entre 1933 i 1945 l'Església confessant d'Alemanya, fundada per Dietrich Bonhoeffer, que es va oposar al nazisme, qüestionat les tesis de "suport a les autoritats", acceptades per la majoria de les esglésies alemanyes i que les van conduir avalar el govern d'Adolf Hitler, l'Holocaust i a participar en la guerra al costat dels nazis. La reflexió sobre aquesta experiència va conduir a molts cristians a reexaminar la seva concepció de la violència i la guerra.
En les diferents esglésies cristianes ha crescut en les últimes dècades, especialment després de la Segona Guerra Mundial, la convicció que els cristians han d'oposar-se a la guerra i defensar la No-violència. Molts grups i comunitats cristianes de Llatinoamèrica i altres parts del món treballen i lluiten pel canvi social mitjançant el suport a l'organització i lluita no-violenta dels pobres, els treballadors, els indígenes, els camperols, els afroamericans i altres grups marginats, discriminats, explotats o oprimits.